# Azerbaïdjan aux Jeux paralympiques
L'Azerbaïdjan a participé pour la première fois aux Jeux paralympiques aux Jeux paralympiques d'été de 1996 à Atlanta. Il participe depuis cette date à tous les Jeux paralympiques d'été. L'Azerbaïdjan a participé à 5 Jeux paralympiques d'été mais n'a jamais participé aux Jeux paralympiques d'hiver.

## Bilan général
Les athlètes azerbaïdjanais ont gagné un total de 27 médailles paralympiques dont 8 en or, 10 en argent et 9 en bronze, ce qui place le pays à la 33e place du décompte des médailles des Jeux paralympiques.
L'Azerbaïdjan a remporté le plus de médaillés aux Jeux paralympiques d'été de 2012, avec 12 médailles dont 4 en or, 5 en argent et 3 en bronze.

### Par année
| Année | Médaille d'or, Jeux paralympiques | Médaille d'argent, Jeux paralympiques | Médaille de bronze, Jeux paralympiques | Total | Rang |
| 1996  | 0                                 | 0                                     | 0                                      | 0     | 61e  |
| 2000  | 0                                 | 1                                     | 0                                      | 1     | 60e  |
| 2004  | 2                                 | 1                                     | 1                                      | 4     | 45e  |
| 2008  | 2                                 | 3                                     | 5                                      | 10    | 38e  |
| 2012  | 4                                 | 5                                     | 3                                      | 12    | 27e  |
| Total | 8                                 | 10                                    | 9                                      | 27    |      |